# نقطه کوانتومی
نقاط کوانتومی (QDs) نیمه هادی‌های کوچک و با اندازه زیر ۱۰ نانومتر هستند و دارای خواص الکترونیکی هستند که به دلیل مکانیک کوانتومی با ذرات بزرگتر تفاوت دارند. آنها موضوعی اصلی برای فناوری نانو هستند. هنگامی که نقاط کوانتومی توسط نور ماوراء بنفش روشن می‌شوند، یک الکترون در نقطه کوانتومی می‌تواند در حالت انرژی بالاتر برانگیخته شود. در مورد نقطه کوانتومی، این فرایند مربوط به انتقال یک الکترون از باند ظرفیت به باند رسانش است. الکترون برانگیخته می‌تواند به نوار ظرفیت بازگردد و انرژی خود را با انتشار نور آزاد کند؛ که رنگ آن نور به اختلاف انرژی بین باند رسانش و باند ظرفیت بستگی دارد.
به زبان علم مواد، مواد نیمه هادی نانو مقیاس محکم یا الکترون‌ها یا سوراخ‌های الکترونی را محکم بسته‌اند. نقاط کوانتومی بعضی اوقات به اتمهای غیر مصنوعی گفته می‌شود و بر تکین بودن آنها، داشتن حالتهای الکترونیکی محدود، مانند مواد اتمی یا مولکولهای طبیعی، تأکید می‌شود. نشان داده شده‌است که موج الکترونیکی توابع کوانتومی را با اتم‌های واقعی شباهت می‌دهد. با اتصال دو یا چند نقطه کوانتومی، می‌توان یک مولکول مصنوعی ساخت
نقاط کوانتومی دارای خواص واسطه ای بین نیمه هادی‌های فله و اتم‌ها یا مولکول‌های گسسته هستند. ویژگیهای انتخابی آنها به عنوان تابعی از اندازه و شکل تغییر می‌کند. QDهای بزرگتر با قطر ۵–۶ نانومتر از طول موج‌های طولانی‌تر با رنگ‌هایی مانند نارنجی یا قرمز ساطع می‌کنند. QDهای کوچکتر از طول موج کوتاه‌تر ساطع می‌شوند و رنگ‌هایی مانند آبی و سبز به همراه می‌آورند. با این حال، رنگ‌های خاص بسته به ترکیب دقیق QD متفاوت است.
کاربردهای بالقوه نقاط کوانتومی شامل ترانزیستورهای تک الکترونی، سلولهای خورشیدی، LED، لیزرها، منابع تک فوتونی، نسل دوم هارمونیک، محاسبات کوانتومی و تصویربرداری پزشکی است. اندازه کوچک آنها اجازه می‌دهد تا برخی QDها در محلول به حالت تعلیق درآیند، که ممکن است منجر به استفاده در چاپ جوهر افشان و پوشش اسپین شود. آنها در فیلم‌های نازک لانگمویر-بلودتت استفاده شده‌اند. این تکنیک‌های پردازش منجر به هزینه‌های کم‌تر و وقت گیر ساخت نیمه هادی می‌شود.

## تولید
روش‌های مختلفی برای ساختن نقاط کوانتومی وجود دارد. روش‌های ممکن شامل سنتز کلوئیدی، خود مونتاژ و شیروانی برقی است.

### سنتز کلوئیدی
نانوکریستالهای نیمه هادی کلوئیدی دقیقاً مانند فرآیندهای شیمیایی سنتی از محلول‌ها ساخته می‌شوند. اما تفاوت اصلی این است که این محصول نه به عنوان ماده جامد رسوب می‌کند و نه محلول آن باقی می‌ماند. دما یک عامل مهم در تعیین شرایط بهینه برای رشد نانو کریستال است. دما باید به اندازه کافی بالا باشد که امکان تنظیم مجدد و بازپخت اتم‌ها در طی فرایند سنتز در حالی که به اندازه کافی کم است برای رشد کریستال باشد. غلظت مونومرها یکی دیگر از عوامل مهم است که باید در طول رشد نانوکریستال به‌طور دقیق کنترل شود. روند رشد نانوبلورها می‌توانند در دو رژیم مختلف «تمرکز» و «جابجایی» رخ دهند. در تک غلظت‌های بالا، اندازه بحرانی (اندازه ای که نانو کریستال‌ها در آن رشد نمی‌کنند و کوچک نمی‌شوند) نسبتاً کوچک است، که منجر به رشد تقریباً همه ذرات می‌شود. در این رژیم، ذرات کوچکتر سریعتر از ذرات بزرگ رشد می‌کنند (از آنجا که کریستال‌های بزرگتر به اتم بیشتری نیاز دارند تا از کریستال‌های کوچک رشد کنند) که منجر به «تمرکز» توزیع اندازه می‌شود و توزیع غیرممکنی از ذرات تقریباً یکپارچه را به‌دست می‌آورند. اندازه‌گیری فوکوس بهینه است وقتی غلظت مونومر به گونه ای نگه داشته شود که میانگین اندازه نانو کریستال موجود همیشه کمی بزرگتر از اندازه بحرانی باشد. با گذشت زمان، غلظت مونومر کاهش می‌یابد، اندازه بحرانی از اندازه متوسط موجود بزرگتر می‌شود و توزیع «جابجایی» می‌شود.
روش‌های کلوئیدی برای تولید نیمه هادی‌های مختلف زیادی وجود دارد. نقاط معمولی از ترکیبات باینری مانند سولفید سرب، سلنید سرب، سلنید کادمیوم، سولفید کادمیوم، تلورید کادمیوم، آرسنید ایندیوم و فسفید ایندیوم ساخته شده‌است. همچنین ممکن است نقاط مختلفی از ترکیبات سه‌گانه مانند سولفید کادمیوم سولفید ساخته شود. علاوه بر این، پیشرفت‌های اخیر انجام شده‌است که می‌تواند سنتز نقاط کوانتومی پراسکایت کلوئیدی را فراهم کند. این نقاط کوانتومی می‌توانند شامل ۱۰۰ تا ۱۰۰۰۰۰ اتم در حجم نقطه کوانتومی با قطر ۱۰ تا ۵۰ اتم باشند. این مربوط به حدود ۲ تا ۱۰ نانومتر است و در قطر ۱۰ نانومتر، نزدیک به ۳ میلیون نقطه کوانتومی می‌توانند تا انتهای آن صف کشیده و در عرض انگشت شست انسان قرار گیرند.
دسته‌های زیادی از نقاط کوانتومی ممکن است از طریق سنتز کلوئیدی سنتز شوند. با توجه به این مقیاس پذیری و سهولت در شرایط ایجاد روش‌های مصنوعی کلوئیدی، برای برنامه‌های تجاری نویدبخش است.

### سنتز پلاسما
سنتز پلاسما یکی از محبوب‌ترین رویکردهای فاز گازی برای تولید نقاط کوانتومی، به ویژه آنهایی که دارای پیوند کووالانسی هستند ، تکامل یافته‌است. به عنوان مثال، نقاط کوانتومی سیلیکون (Si) و ژرمانیوم (Ge) با استفاده از پلاسما غیر گرمایی سنتز شده‌اند. اندازه، شکل، سطح و ترکیب نقاط کوانتومی همه در پلاسمای غیر گرمایی قابل کنترل است. دوپینگ که برای نقاط کوانتومی کاملاً چالش‌برانگیز به نظر می‌رسد، نیز در سنتز پلاسما محقق شده‌است. نقاط کوانتومی سنتز شده توسط پلاسما معمولاً به صورت پودر هستند که برای آن ممکن است اصلاح سطح انجام شود. این می‌تواند به پراکندگی عالی نقاط کوانتومی در حلالهای آلی یا آب منجر شود (به عنوان مثال، نقاط کوانتومی کلوئیدی).

### ساخت
نقاط کوانتومی خود مونتاژ به‌طور معمول بین ۵ تا ۵۰ نانومتر اندازه دارند. نقاط کوانتومی تعریف شده توسط الکترودهای دروازه ای با الگوی چاپ سنگی، یا به‌وسیلهٔ اچ کردن بر روی گازهای الکترونی دوبعدی در ساختارهای نیمه هادی می‌توانند دارای ابعاد جانبی بین ۲۰ تا ۱۰۰ نانومتر باشند
برخی از نقاط کوانتومی مناطق کوچکی از یک ماده هستند که در یک ماده دیگر با شکاف باند بزرگتر دفن شده‌اند. اینها می‌توانند به اصطلاح ساختارهای پوسته هسته ای باشند، به عنوان مثال، با CdSe در هسته و ZnS در پوسته یا از اشکال خاص سیلیس به نام اورموسیل. پوسته‌های زیر لایه نیز می‌توانند راه‌های مؤثری برای غیرفعال کردن نقاط کوانتومی مانند هسته‌های PbS با پوسته‌های CdS زیر لایه باشند.
نقاط کوانتومی در ساختارهای چاه کوانتومی به‌طور خودبخود به دلیل نوسانات چند لایه در ضخامت چاه، به صورت خودبخود رخ می‌دهد.
نقاط کوانتومی خود مونتاژ شده به‌طور خودبخود تحت شرایط خاص در طول اپیتکسی پرتو مولکولی (MBE) و اپیتکسی بخار فاز متالارگونیک (MOVPE) تشکیل می‌شوند، هنگامی که یک ماده روی یک بستر رشد می‌کند که به آن مشبک نمی‌شود. فشار حاصل از آن منجر به تشکیل جزایر در بالای لایه دو بعدی مرطوب می‌شود. این حالت رشد به عنوان رشد Stranski-Krastanov شناخته می‌شود. جزایر می‌توانند بعداً دفن شوند تا نقطه کوانتومی تشکیل شود. یک نوع کوانتومی که به‌طور گسترده مورد استفاده قرار می‌گیرد، با استفاده از این روش در Ga(ها) به عنوان نقاط کوانتومی در GaAها استفاده می‌شود. چنین نقاط کوانتومی پتانسیل برنامه‌های کاربردی در رمزنگاری کوانتومی (به عنوان مثال منابع فوتون سنگی) و محاسبات کوانتومی را دارد. محدودیت‌های اصلی این روش هزینه ساخت و عدم کنترل موقعیت نقاط مختلف است.
نقاط کوانتومی به صورت جداگانه می‌توانند از گازهای الکترونیکی دو بعدی یا گازهای سوراخ موجود در چاه‌های کوانتومی از راه دور یا ناهمسانگردهای نیمه هادی که به نام نقاط کوانتومی جانبی نامیده می‌شوند، ایجاد شوند. سطح نمونه با یک لایه نازک از مقاومت پوشیده شده‌است. سپس یک الگوی جانبی توسط لیتوگرافی پرتو الکترونی تعریف شده‌است. این الگو می‌تواند با استفاده از الکترود شدن گاز، یا با رساندن الکترودهای فلزی (فرایند بالابر) که به استفاده از ولتاژهای خارجی بین گاز الکترونی و الکترودها امکان‌پذیر است، به الکترون یا گاز سوراخ منتقل شود. چنین نقاط کوانتومی عمدتاً مورد علاقه آزمایش‌ها و برنامه‌های کاربردی شامل انتقال الکترون، یعنی یک جریان الکتریکی است.
طیف انرژی یک نقطه کوانتومی را می‌توان با کنترل اندازه هندسی، شکل و قدرت پتانسیل محصور ساخت. همچنین، برخلاف اتمها، اتصال نقاط کوانتومی توسط موانع تونل به هدایت اتصالات نسبتاً آسان است، که امکان استفاده از تکنیک‌های طیف‌سنجی تونلینگ را برای بررسی آنها فراهم می‌کند.
ویژگی‌های جذب نقطه کوانتومی مربوط به انتقال بین ذره گسسته، سه بعدی در یک جعبه الکترون و سوراخ است، هر دو محدود به همان جعبه اندازه نانومتر است. این انتقال گسسته یادآور طیفهای اتمی است و باعث شده نقاط کوانتومی نیز اتمهای مصنوعی نامیده شوند.
سلول در نقاط کوانتومی همچنین می‌تواند از پتانسیل‌های الکترواستاتیک (ناشی از الکترودهای خارجی، دوپینگ، کرنش یا ناخالصی‌ها) ایجاد شود.
فن آوری مکمل فلز اکسید نیمه هادی (CMOS) می‌تواند برای ساخت نقاط کوانتومی سیلیکون به کار رود. ترانزیستورهای CMOS فوق‌العاده کوچک (L = ۲۰ نانومتر، W = ۲۰ نانومتر) به عنوان نقاط کوانتومی تک الکترون رفتار می‌کنند که در دمای کرایوژنیک در طیف وسیعی از ۲۶۹ درجه سانتیگراد (4 K) تا حدود ۲۵۸ درجه سانتیگراد (15 K) عمل می‌کنند. ترانزیستور محاصره Coulomb را به دلیل شارژ شدن تدریجی الکترون‌ها یک به یک نمایش می‌دهد. تعداد الکترون‌های محصور شده در کانال توسط ولتاژ دروازه هدایت می‌شود و از اشغال الکترون‌های صفر شروع می‌شود و می‌تواند بر روی ۱ یا تعداد زیادی تنظیم شود.

## سلامت و امنیت
بعضی از نقاط کوانتومی در شرایط خاص خطرات برای سلامتی انسان و محیط زیست دارند. نکته قابل توجه این است که مطالعات مربوط به سمیت کوانتومی نقاط ذره ای حاوی انکادمیوم حاوی ذرات بوده و هنوز در مدل‌های حیوانات پس از دوز استفاده از نظر فیزیولوژیکی مناسب نشان داده نشده‌است. در شرایط آزمایشگاهی، بر اساس کشت سلولی، سمیت نقاط کوانتومی (QD) نشان می‌دهد که سمیت آنها ممکن است از چندین عامل از جمله خصوصیات فیزیکوشیمیایی آنها (اندازه، شکل، ترکیب، گروه‌های عملکردی سطح و بارهای سطح) و محیط آنها ناشی شود. ارزیابی سمیت بالقوه آنها بسیار پیچیده‌است زیرا این عوامل شامل خواصی از قبیل اندازه QD، بار، غلظت، ترکیب شیمیایی، لیگاندهای پوششی و همچنین پایداری اکسیداتیو، مکانیکی و فوتولیتیکی آنها می‌شوند.
بسیاری از مطالعات بر روی مکانیسم سمیت سلولی QD با استفاده از کشت سلولی مدل متمرکز شده‌اند. نشان داده شده‌است که پس از قرار گرفتن در معرض اشعه ماوراء بنفش یا اکسیداسیون با هوا، QDSe CdSe یون‌های آزاد کادمیوم را آزاد می‌کند و باعث مرگ سلول می‌شود. QDهای گروه II-VI همچنین گزارش شده‌است که باعث ایجاد گونه‌های اکسیژن فعال پس از قرار گرفتن در معرض نور می‌شود که به نوبه خود می‌تواند به اجزای سلولی مانند پروتئین‌ها، لیپیدها و DNA آسیب برساند. برخی مطالعات همچنین نشان داده‌اند که افزودن پوسته ZnS فرایند گونه‌های اکسیژن فعال در QDs CdSe را مهار می‌کند. جنبه دیگر سمیت QD این است که، داخل بدن مسیرهای داخل سلولی وابسته به اندازه وجود دارد که این ذرات را در اندامکهای سلولی که توسط یونهای فلزی غیرقابل دسترسی هستند، متمرکز می‌کنند، که ممکن است در مقایسه با یونهای فلزی تشکیل دهنده آنها، الگوهای منحصر به فردی از سمیت سلولی داشته باشد. گزارش‌های محلی سازی QD در هسته سلول حالت‌های اضافی سمیت را نشان می‌دهد زیرا ممکن است باعث جهش DNA شود، که به نوبه خود از طریق نسل آینده سلولهای ایجاد کننده بیماری گسترش می‌یابد.
اگرچه غلظت QDs در اندامکهای خاص با استفاده از مدلهای حیوانی در داخل بدن گزارش شده‌است، اما هیچ تغییری در رفتار حیوانات، وزن، نشانگرهای خونشناسی یا آسیب اندامها از طریق تجزیه و تحلیل بافت‌شناسی یا بیوشیمیایی مشاهده نشده‌است. این یافته‌ها دانشمندان را به این باور رسانده‌است که دوز درون سلولی مهم‌ترین عامل بازدارنده برای سمیت QD است؛ بنابراین، عوامل تعیین‌کننده آندوسیتوز QD که غلظت داخل سلولی مؤثر مانند اندازه QD، شکل و شیمی سطح را تعیین می‌کنند، سمیت آنها را تعیین می‌کنند.

## خواص نوری
در نیمه هادی‌ها، جذب نور به‌طور کلی منجر به هیجان الکترون ازباندظرفیتی به باند انتقال می‌شود و یک سوراخ را بجامی گذارد. الکترون و سوراخ می‌توانند به یکدیگر متصل شوند تا یک اگسیتون تشکیل شود. هنگامی که این اکسیتون دوباره نوترکیبی شود (به عنوان مثال الکترون حالت پایه خود را از سر می‌گیرد)، انرژی اگسیتون می‌تواند به عنوان نور ساطع شود. این فلورسانس نامیده می‌شود. در یک مدل ساده، انرژی فوتون ساطع شده را می‌توان به عنوان مجموع انرژی شکاف باند بین بالاترین سطح اشغال شده و کمترین سطح انرژی غیر اشباع در نظر گرفت. انرژی‌های حفره ای از سوراخ و الکترون برانگیخته و انرژی محدود اگزیتون (جفت الکترون سوراخ) از آنجا که انرژی حبس بستگی به اندازه نقطه کوانتومی دارد، می‌توان با تغییر اندازه نقطه کوانتومی در طول سنتز شروع، جذب و انتشار فلورسانس تنظیم کرد. هر چه نقطه بزرگتر باشد، قرمزتر (انرژی پایین‌تر) از شروع جذب و طیف فلورسانس جذب می‌شود. در مقابل، نقاط کوچکتر نور را جذب می‌کنند و ساطع می‌کنند. مقالات اخیر در فناوری نانو و ژورنال‌های دیگر نشان می‌دهد که شکل نقطه کوانتومی نیز می‌تواند عاملی برای رنگ آمیزی باشد، اما هنوز اطلاعات کافی در دسترس نیست. علاوه بر این، نشان داده شده‌است که طول عمر فلورسانس با اندازه نقطه کوانتومی تعیین می‌شود. نقاط بزرگتر سطح انرژی نزدیک تری دارند که در آن می‌توان جفت الکترون سوراخ گرفتار شد؛ بنابراین، جفت‌های سوراخ الکترون در نقاط بزرگتر طولانی‌تر زندگی می‌کنند و باعث می‌شوند نقاط بزرگتر عمر طولانی تری نشان دهند.
برای بهبود عملکرد کوانتومی فلورسانس، نقاط کوانتومی را می‌توان با «پوسته» از یک ماده نیمه هادی باند گپ بزرگتر در اطراف آنها ایجاد کرد.

## برنامه‌های کاربردی بالقوه
نقاط کوانتومی به دلیل ضریب دقت بالا در کاربردهای نوری بسیار امیدوار کننده هستند. آنها مانند ترانزیستور الکترونی asingle عمل می‌کنند و اثر محاصرهCoulomb را نشان می‌دهند. نقاط کوانتومی همچنین به عنوان پیاده‌سازی quubits برای پردازش اطلاعات کوانتومی و به عنوان عناصر فعال برای ترموالکتریک پیشنهاد شده‌است.
تنظیم اندازه نقاط کوانتومی برای بسیاری از برنامه‌های بالقوه جذاب است. به عنوان مثال، نقاط کوانتومی بزرگتر نسبت به نقاط کوچکتر تغییر طیف بیشتری به سمت قرمز دارند و از خصوصیات کوانتومی کمتری برخوردار هستند. در مقابل، ذرات کوچکتر به فرد اجازه می‌دهد از جلوه‌های کوانتومی ظریف تر استفاده کند.
نقاط کوانتومی صفر بودن، نقاط چگالی واضح تر از ساختارهای بعدی دارند. در نتیجه، آنها دارای ویژگی‌های حمل و نقل و نوری برتر هستند. آنها در لیزرهای دیود، آمپلی فایر و حسگرهای بیولوژیکی کاربردهای بالقوه ای دارند. نقاط کوانتومی ممکن است در یک میدان الکترومغناطیسی به‌طور محلی تقویت شده تولید شده توسط نانوذرات طلا، که پس از آن می‌توان از طنین سطح پلاسمون در طیف تحریک فوتولومینسانس از نانوکریستالهای ZnS مشاهده می‌شود، هیجان زده شود. نقاط کوانتومی با کیفیت بالا به دلیل داشتن پروفایل‌های تحریک گسترده و طیف انتشار باریک / متقارن، مناسب برنامه‌نویسی و رمزگذاری نوری هستند. نسل جدید نقاط کوانتومی از پتانسیلهای بسیار دور برای مطالعه فرآیندهای داخل سلولی در سطح تک مولکولی، تصویربرداری سلولی با وضوح بالا، مشاهده طولانی مدت در داخل بدن مشاهده قاچاق سلولی، هدف قرار دادن تومور و تشخیص استفاده می‌کنند.
نانوکریستال‌های CdSe یک نورسنج کننده سه‌گانه کارآمد هستند. تحریک لیزر از نانوذرات CdSe کوچک، استخراج انرژی حالت هیجان زده از نقاط کوانتومی را به محلول فله ای امکان‌پذیر می‌سازد، بنابراین در را برای طیف گسترده‌ای از کاربردهای بالقوه مانند فتودینامیک درمانی، دستگاه‌های فتوولتائیک، الکترونیک مولکولی و کاتالیز باز می‌کند.
در تجزیه و تحلیل بیولوژیکی مدرن، انواع مختلفی از رنگهای آلی استفاده می‌شود. با این حال، با پیشرفت فناوری، انعطاف‌پذیری بیشتری در این رنگها جستجو می‌شود. برای این منظور، نقاط کوانتومی به سرعت نقش را تکمیل می‌کنند، که از نظر رنگ بر روی ارگانیک‌های سنتی از نظر تعداد مختلفی برتر است، که یکی از سریعترین آنها روشنایی (با توجه به ضریب انقراض زیاد همراه با عملکرد کوانتومی قابل مقایسه با رنگهای فلورسنت) است و همچنین پایداری آنها (اجازه می‌دهد تا میزان کمتری از فوتوبالیزاسیون). تخمین زده شده‌است که نقاط کوانتومی ۲۰ برابر درخشان تر و ۱۰۰ برابر با ثبات تر از گزارشگران سنتی فلورسنت هستند. برای ردیابی تک ذرات، چشمک زدن‌های نامنظم نقاط کوانتومی یک اشکال جزئی است. با این حال، گروه‌هایی وجود داشته‌اند که نقاط کوانتومی ایجاد کرده‌اند که در واقع بدون چشم پوشی هستند و کاربردهای آنها را در آزمایش‌های ردیابی تک مولکول‌ها نشان داده‌اند.
استفاده از نقاط کوانتومی برای تصویربرداری سلولی بسیار حساس، پیشرفتهای اساسی را نشان داده‌است. بهبود مقاومت پذیری نقاط نقاط کوانتومی، برای مثال، امکان دستیابی به بسیاری از تصاویر متوالی هواپیمای کانونی را فراهم می‌کند که می‌توانند در یک سه بعدی با وضوح بالا بازسازی شوند.

## تئوری
نقاط کوانتومی به لحاظ نظری به عنوان یک نقطه مانند یا یک صفر بعدی (0D) توصیف می‌شوند. بسیاری از خصوصیات آنها به ابعاد، شکل و مواد ساخته شده QD بستگی دارد. معمولاً QDها خاصیت ترمودینامیکی مختلفی را از مواد عمده ای که ساخته می‌شوند، ارائه می‌دهند. یکی از این تأثیرات افسردگی نقطه ذوب است. خواص نوری QDهای فلزی کروی به خوبی توسط پراکندگی Mie توضیح داده شده‌است.

## محدودیت کوانتومی در نیمه هادی‌ها
در یک بلور نیمه هادی که اندازه آن از دو برابر شعاع اگزیتون بور آن کوچکتر است، اگزیتون‌ها فشرده می‌شوند و منجر به محصور شدن توکانتوم می‌شوند. سطح انرژی را می‌توان با استفاده از ذره در یک جعبه مادربرد که انرژی حالت‌ها به طول جعبه بستگی دارد، پیش‌بینی کرد. با مقایسه اندازه نقطه کوانتومی با شعاع بور توابع الکترون و موج سوراخ، می‌توان ۳ رژیم را تعریف کرد. «رژیم محصور قوی» به عنوان شعاع نقاط کوانتومی کوچکتر از شعاع الکترونی و سوراخ بور تعریف می‌شود، هنگامی که نقطه کوانتومی از هر دو بزرگتر است، «محصور ضعیف» داده می‌شود. برای نیمه هادی‌هایی که الکترون و شعاع سوراخ به‌طور قابل توجهی با یکدیگر متفاوت هستند، «رژیم محصور در حد متوسط» وجود دارد، که در آن شعاع نقطه کوانتومی بزرگتر از شعاع بور یک حامل بار (به‌طور معمول سوراخ) است، اما حامل بار دیگر نیست.
انرژی شکاف باند شکاف باند با تقسیم سطح انرژی می‌تواند در رژیم محکم قویتر کوچکتر شود. این منجر به افزایش کل انرژی انتشار می‌شود (مجموع سطح انرژی در شکافهای باند کوچکتر در رژیم محکم قویتر از سطح انرژی در شکافهای باند سطح اصلی در رژیم محصور ضعیف بزرگتر است) و انتشار در طول موجهای مختلف اگر توزیع اندازه QD به اندازه کافی به اوج نرسد، جمع شدن طول موجهای انتشار چندگانه به عنوان طیف مداوم مشاهده می‌شود. الکترون و سوراخ را می‌توان هیدروژن در مدل بور با هسته هیدروژن جایگزین سوراخ بار مثبت و جرم الکترون منفی دانست. سپس سطح انرژی اگزیتون می‌تواند به عنوان محلول ذره در یک جعبه در سطح زمین (۱ نفر) با جرم جایگزین شده توسط جرم کاهش یافته نشان داده شود؛ بنابراین با تغییر اندازه نقطه کوانتومی می‌توان انرژی محرک اکسیژن را کنترل کرد. انرژی خارج از اگزیتون وجود جاذبه کولوم بین الکترون دارای بار منفی و سوراخ بار مثبت است. انرژی منفی درگیر در جاذبه متناسب با انرژی ریدبرگ و برعکس متناسب با مربع ثابت دی الکتریک وابسته به اندازه نیمه هادی است. وقتی اندازه بلور نیمه هادی از شعاع Exciton Bohr کوچکتر باشد، تعامل کولمب باید متناسب با شرایط اصلاح شود.

## کاربردها
این نیمرساناها امروزه استفاده‌های گوناگونی در صنعت دارند و از آنها در ساخت لامپهای ال‌ای‌دی، باتری‌های خورشیدی و… استفاده می‌گردد. در پزشکی نیز از کوانتوم داتها برای طراحی و ساخت نانو-زیست-حسگرهای بسیار حساس و با پایداری نوری بالاتر نسبت به رنگریزه‌های مرسوم استفاده می‌شود.